# Euphorbia yadgirensis
Euphorbia yadgirensis — вид квіткових рослин з родини молочайних (Euphorbiaceae). Новий вид описаний із чагарникового лісу округ Ядгірі, штат Карнатака, Індія. Належить до E. subg. Chamaesyce sect. Hypercifoliae і нагадує Euphorbia kadapensis. Проте він відрізняється характером прилистків і приквітників, відсутністю швів на капсулах тощо.

## Морфологічна характеристика
Це однорічна лежача трава. Стебло голе. Листки еліптичні.